# Lázně Jeleč
Lázně Jeleč (deutsch Bad Geltschberg, auch Geltschbad) war ein Kurbad in Böhmen. Es befindet sich nordöstlich des Geltschberges oberhalb von Horní Vysoké, einem Ortsteil von Levín, zu dem es auch gehört.

## Geschichte
Die Ursprünge des Geltschbades reichen in den Anfang des 19. Jahrhunderts zurück, als der Lewiner Apothekerssohn Franz Kittel, Verwandter des nordböhmischen Faustus Dr. Kittel, in seinem Wohnhäuschen in einem Seitental des Haberbaches (Černý potok) zwei Badekabinen errichtete.
1839 erwarb der Liebeschitzer Arzt Johann Mayer von Lindenthal das Haus sowie die angrenzenden Grundstücke und errichtete dort mitten im Wald, 300 m oberhalb von Oberwessig (Horní Vysoké), eine Kaltwasser-Heilanstalt. Die Einweihung des Bades erfolgte 1840, das Geltschbad war damit nach dem schlesischen Gräfenberg. 1841 erfolgte eine Erweiterung, es entstand das Saalhaus an der Kaiserstraße mit Lesezimmer, Spielzimmer, Speisesaal und Kursaal.
1864 verstarb Dr. Mayer von Lindenthal, und seine Witwe führte die Anstalt weiter. Während des Preußisch-Österreichischen Krieges waren 1866 im Geltschbad preußische Truppen einquartiert und der Kursaal zum Lazarett für Verwundete umgenutzt. 1873 verkaufte Frau Mayer von Lindenthal den Komplex an ihre Schwester Susanna, die gemeinsam mit ihrem Mann, dem pensionierten Hofrat Julius Ritter von Kromer, den Kurbetrieb erweiterte.
Neben dem bisherigen „Kalten Bad“ wurde ein weiteres Badehaus, das „Warme Bad“, errichtet und das Kurangebot um Fichten- und Kiefernnadelbäder sowie Dampf-, Moor- und elektrische Bäder erweitert. Das Angebot umfasste auch Molkenkuren, Inhalationen, Gymnastik und Massagen. Der Reichtum an Mineralquellen führte bald auch zur Einrichtung von Trinkpavillons. Durch seine Wasserkuren und die idyllische Lage im Schutz des Geltschberges erlangte das Bad bald große Bekanntheit als Kurort für Nerven-, Rückenmarks- und Hirnleiden. Der Ringel-, Milch-, Buchen- und Kaltbrunnen lieferten ein Wasser von einer Temperatur von 9 °C.
Mit der 1890 eröffneten Lokalbahn Großpriesen-Wernstadt-Auscha, die durch das Haberbachtal führte, konnten die Kurgäste auch mit der Eisenbahn anreisen. Bald wurde die Eisenquelle gefasst, mit deren kohlensäure- und eisenoxidhaltigem Wasser man Blutarme kurierte. 1892 starb Ritter von Kromer und das Bad kam in den Besitz der Familie Haas. Um die Badeanlagen entstand ein Kurpark, der sich entlang des Baches erstreckte und in die Nadelwälder des Geltschberges überging.
Zu Beginn des 20. Jahrhunderts wandelte sich der Charakter von Bad Geltschberg, das zu Oberwessig gehörte, zu einem physikalisch-diätetischen Sanatorium, in dem auch weiterhin die bewährten Kaltwasserkuren sowie Trinkkuren mit leicht radioaktiven Wässern verabreicht wurden, und zu einem Rekonvaleszentenheim.
Im Ersten Weltkrieg wurden im Geltschbad italienische Offiziere untergebracht. Nach Kriegsende wurde der Kurbetrieb wieder aufgenommen, jedoch lag die Zahl der Gäste deutlich unter der der Vorkriegszeit. Nach dem Zweiten Weltkrieg ging das Bad ein und geriet in Vergessenheit.
Heute dient der Gebäudekomplex von Lázně Jeleč als Kindererholungsheim.